# Khu tự trị Tây Bắc
Khu tự trị Thái - Mèo (1955-1962) hay Khu tự trị Tây Bắc (1962-1975), là một đơn vị hành chính cũ của nước Việt Nam Dân chủ Cộng hòa. Đây là một trong hai vùng lãnh thổ được hưởng quy chế tự trị thuộc Việt Nam Dân chủ Cộng hòa.

## Lịch sử

### Tiền thân

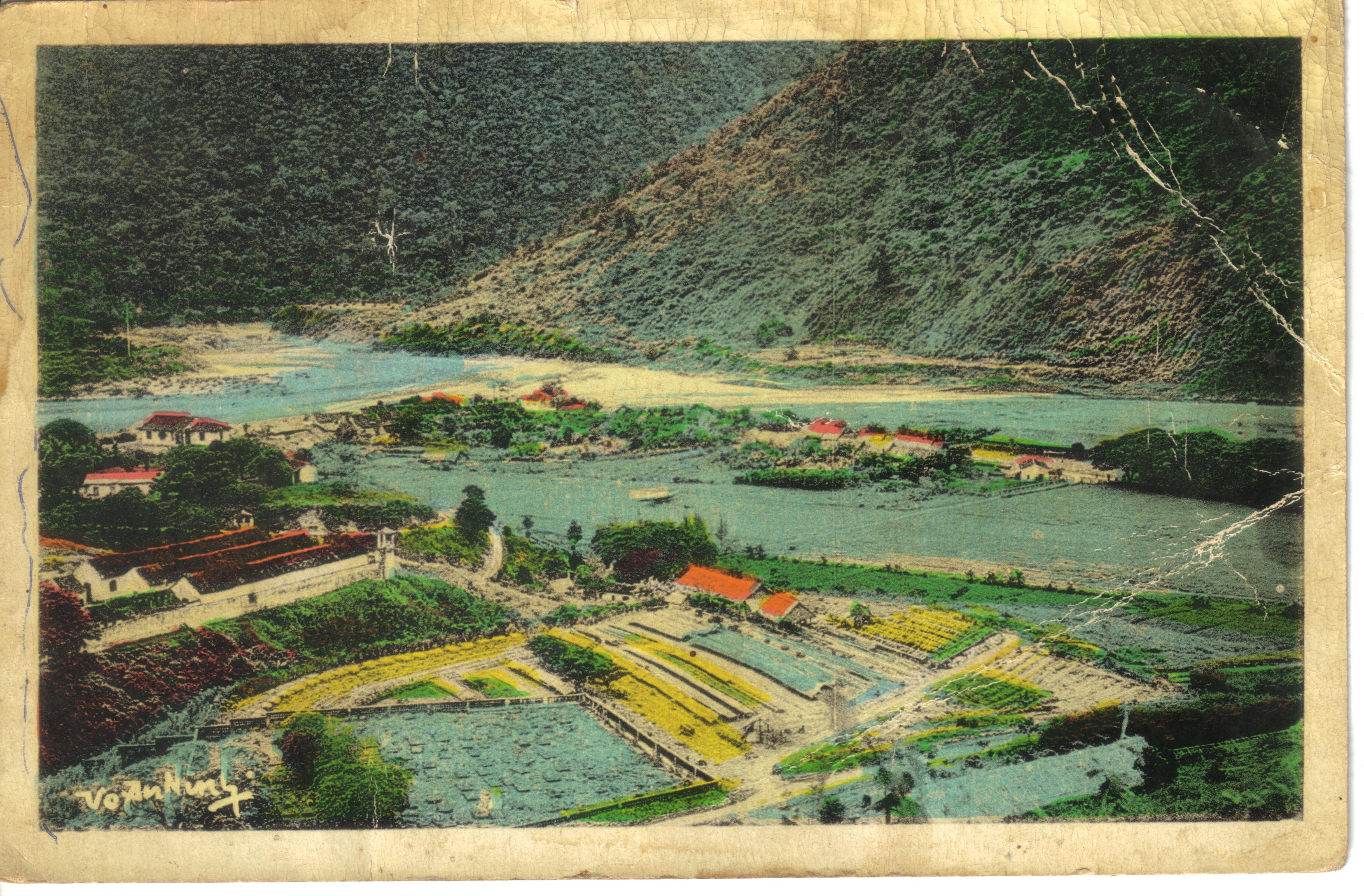
Lai Châu năm 1920.

Năm 1890 Auguste Pavie, lúc bấy giờ là đại diện của Pháp tại Luang Prabang đề nghị với chính phủ bên chính quốc công nhận Đèo Văn Trị, một thủ lĩnh người Thái Trắng ở châu Lai làm lãnh chúa xứ Thái vùng Sip Song Chau Tai. Họ Đèo được tập quyền cha truyền con nối.
Vào thập niên 1940 khi tình hình Chiến tranh Pháp-Việt ngày càng lan rộng, người Pháp quyết định tách xứ Thái ra khỏi Bắc Kỳ và chính thức thiết lập Khu tự trị Thái vào Tháng Bảy năm 1948. Nằm trong đơn vị này là các sắc dân Lô Lô, Khơ-mú, Dao và H'Mông đều thuộc quyền cai quản của lãnh chúa Thái. Chủ tâm của người Pháp là để tranh thủ sự ủng hộ của dân địa phương trong khi đánh dẹp Việt Minh.
Khu tự trị Thái bao gồm tỉnh Lai Châu, Sơn La và Phong Thổ. Thủ phủ đặt ở thị xã Lai Châu cũ, nay là thị xã Mường Lay. Tiếng Thái và tiếng Pháp là hai ngôn ngữ chính thức của xứ Thái.
Năm 1950 dưới chính thể Quốc gia Việt Nam của Quốc trưởng Bảo Đại, chiếu theo Dụ số 6 ký ngày 15 Tháng Tư thì Khu tự trị Thái được gom vào cùng với tỉnh Hải Ninh và Xứ Thượng Nam Đông Dương ở Cao nguyên Trung phần để thành Hoàng triều Cương thổ (tiếng Pháp: Domaine de la Couronne). Theo đó thì xứ Thái có vị khâm mạng cai trị nhân danh hoàng đế Bảo Đại.
Khi người Pháp thất trận tại Đông Dương khu tự trị này tan rã.

### Khu tự trị Thái - Mèo
Thực hiện chính sách lập khu vực tự trị của các dân tộc ở những vùng có điều kiện theo nghị quyết của Quốc hội, ngày 29 tháng 4 năm 1955 Chủ tịch nước Việt Nam Dân chủ Cộng hòa đã ra Sắc lệnh số 230/SL thành lập Khu tự trị Thái - Mèo.
Trước đó, theo Sắc lệnh số 143-SL ngày 28 tháng 1 năm 1953 của Chủ tịch nước, Khu Tây Bắc được thiết lập gồm các tỉnh Lào Cai, Yên Bái, Sơn La và Lai Châu, tách khỏi Liên khu Việt Bắc.
Khu tự trị Thái - Mèo phía bắc giáp Trung Quốc, phía tây và phía nam giáp Lào, phía đông nam giáp vùng Mường Hoà Bình, phía đông có dãy núi Fansipan ngăn cách với các dân tộc tập trung ở lưu vực sông Hồng.

## Hành chính
Khu tự trị Tây Bắc bao gồm 16 châu: Mường Tè, Mường Lay, Sình Hồ (nay viết là Sìn Hồ), Điện Biên, Quỳnh Nhai, Sông Mã, Tuần Giáo, Thuận Châu, Mường La, Mai Sơn, Yên Châu, Mộc Châu, Phù Yên, Phong Thổ (thuộc tỉnh Lào Cai), Than Uyên và Văn Chấn (thuộc tỉnh Yên Bái).
Dưới cấp khu chỉ có cấp châu và cấp xã, bỏ cấp tỉnh (Sơn La, Lai Châu). Điều này được hợp thức hóa trong Hiến pháp năm 1959, trong đó quy định Khu tự trị là đơn vị hành chính cấp tỉnh.
Ngày 18 tháng 10 năm 1955, lập thêm 2 châu Tủa Chùa và Mù Cang Chải.

### Khu tự trị Tây Bắc
Ngày 27 tháng 10 năm 1962, Quốc hội thông qua Nghị quyết đổi tên khu tự trị Thái Mèo thành khu tự trị Tây Bắc và thành lập ba tỉnh trong khu:
1. Tỉnh Lai Châu gồm 7 huyện: Điện Biên, Tuần Giáo, Mường Tè, Tủa Chùa, Mường Lay, Sình Hồ và Phong Thổ.
2. Tỉnh Sơn La gồm thị xã Sơn La và 7 huyện: Quỳnh Nhai, Thuận Châu, Mường La, Mai Sơn, Sông Mã, Yên Châu, Mộc Châu.
3. Tỉnh Nghĩa Lộ gồm 4 huyện: Than Uyên, Mù Cang Chải, Văn Chấn và Phù Yên.

Khu tự trị lúc đó có diện tích 67.300 km², với số dân 438.000 người.
Đến cuối năm 1962, đầu năm 1963, 3 tỉnh nói trên được thành lập: Sơn La và Lai Châu là tái lập, còn Nghĩa Lộ là tỉnh mới.
Khu tự trị Tây Bắc tồn tại cho tới ngày 27 tháng 12 năm 1975 thì giải thể cùng với Khu tự trị Việt Bắc, đồng thời những quy định trong Hiến pháp nước Việt Nam Dân chủ Cộng hòa năm 1959 về cấp khu tự trị cũng bị bãi bỏ theo Quyết định của Quốc hội khóa V, kỳ họp thứ 2.